# ديان فرومهولتز
ديان فرومهولتز (بالإنجليزية: Dianne Fromholtz)‏ مواليد 10 أغسطس 1956 في ألبوري، هي لاعبة كرة مضرب أسترالية سابقة بدأت مسيرتها كمحترفة سنة 1973 وكانت تلعب باليد اليسرى، اعتزلت اللعب في 1990. كما أنها إحدى بطلات الجراند سلام. أعلى تصنيف لها في الفردي كان المركز الـ 4 في سنة 1979.

## بطولات حققتها
- بطولة أستراليا المفتوحة للتنس

## النهائيات

### الفردي: (الوصافة 1)
| الحصيلة | السنة | البطولة           | السنة | المنافس  | النتيجة  |
| ------- | ----- | ----------------- | ----- | -------- | -------- |
| الوصافة | 1977  | أستراليا المفتوحة | عشبية | كيري ريد | 7–5, 6–2 |

### الزوجي: (الألقاب 1)
| الحصيلة | السنة | البطولة           | الأرضية | الشريك       | المنافس               | النتيجة       |
| ------- | ----- | ----------------- | ------- | ------------ | --------------------- | ------------- |
| الفوز   | 1977  | أستراليا المفتوحة | عشبية   | هيلين غورلاي | كيري ريد بيتسي ناجلسن | 5–7, 6–1, 7–5 |

### الزوجي المختلط: (الوصافة 1)
| الحصيلة | السنة | البطولة  | الأرضية | الشريك         | المنافس                | النتيجة            |
| ------- | ----- | -------- | ------- | -------------- | ---------------------- | ------------------ |
| الوصافة | 1980  | ويمبلدون | عشبية   | مارك إدموندسون | تريسي أوستين جون أوستن | 4–6, 7–6(8–6), 6–3 |

## الخط الزمني للفردي
مفتاح
| ف | ن | ن.ن | ر.ن | د# | د.م | ل | أ.أ | ت | غ | ب | ف | ذ | م.خ | ل.ت |

(ف) فاز بالبطولة (ن) وصل النهائي (ن.ن) نصف النهائي (ر.ن) ربع النهائي (د#) الأدوار الأربعة الأولى (د.م) دور المجموعات (ل) شارك في كأس ديفيز (أ.أ) خرج من الأدوار الاولى (ت) خسر التصفيات التأهيلية (غ) غاب عن الحدث أو البطولة (ب) حصل على ميدالية برونزية (ف) حصل على ميدالية فضية (ذ) حصل على ميدالية ذهبية (م.خ) بطولة الماسترز خُفضت إلى مرتبة أقل (ل.ت) البطولة لم تعقد في السنة المعينة.
لتجنب الارتباك وازدواجية الحساب، يتم تحديث هذه المعلومات إما في نهاية البطولة، أو عندما تكون مشاركة اللاعب في البطولة قد انتهت.
| الدورة                        | 1971  | 1972  | 1973  | 1974  | 1975  | 1976  | 1977  | 1978  | 1979  | 1980  | 1981  | 1982  | 1983  | 1984  | 1985  | 1986  | 1987  | 1988  | 1989  | 1990  | إجمالي ف/م |
| ----------------------------- | ----- | ----- | ----- | ----- | ----- | ----- | ----- | ----- | ----- | ----- | ----- | ----- | ----- | ----- | ----- | ----- | ----- | ----- | ----- | ----- | ---------- |
| بطولة أستراليا المفتوحة للتنس | د1    | غ     | ر.ن   | د2    | د3    | غ     | ن     |       |       |       |       |       |       |       |       | ل.ت   | د3    | د1    | د1    | د1    | 0 / 13     |
| فرنسا المفتوحة                | غ     | غ     | غ     | د3    | د3    | غ     | غ     | غ     | ن.ن   | ن.ن   | د3    | غ     | غ     | غ     | د1    | غ     | د2    | غ     | غ     | غ     | 0 / 7      |
| بطولة ويمبلدون                | غ     | غ     | د1    | د1    | د1    | د4    | غ     | د4    | ر.ن   | د4    | د3    | غ     | د1    | غ     | د2    | د4    | ر.ن   | د2    | د1    | غ     | 0 / 14     |
| أمريكا المفتوحة               | غ     | غ     | غ     | د3    | د2    | ن.ن   | د4    | د3    | د4    | د4    | د1    | د2    | د1    | غ     | د1    | غ     | د1    | د2    | غ     | غ     | 0 / 13     |
| بطولة أستراليا المفتوحة للتنس |       |       |       |       |       |       | غ     | غ     | غ     | غ     | د1    | د2    | غ     | د2    | د3    | ل.ت   |       |       |       |       |            |
| م.ف                           | 0 / 1 | 0 / 0 | 0 / 2 | 0 / 4 | 0 / 4 | 0 / 2 | 0 / 2 | 0 / 2 | 0 / 3 | 0 / 3 | 0 / 4 | 0 / 2 | 0 / 2 | 0 / 1 | 0 / 4 | 0 / 1 | 0 / 4 | 0 / 3 | 0 / 2 | 0 / 1 | 0 / 47     |
| تصنيف نهاية العام             |       |       |       |       | 20    | 5     | 8     | 8     | 10    | 6     | 12    | 38    | 32    | 75    | 99    | 30    | 25    | 21    | 56    | 112   | ب.ت        |

- إجمالي ف / م = إجمالي الفوز والمشاركة

## روابط خارجية
- ديان فرومهولتز على موقع رابطة محترفات التنس (الإنجليزية)
- ديان فرومهولتز على موقع الاتحاد الدولي لكرة المضرب (الإنجليزية)
- ديان فرومهولتز على موقع كأس بيلي جين كينغ (الإنجليزية)
- ديان فرومهولتز على موقع اتحاد التنس الأسترالي (الإنجليزية)
- ديان فرومهولتز على موقع خلاصة التنس.كوم (الإنجليزية)